# 锡卡亚纳环礁

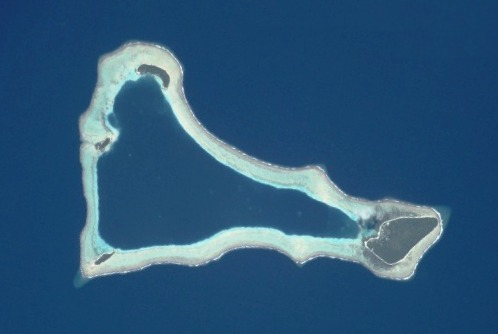
斯凯亚纳岛衛星圖

锡卡亚纳环礁（Sikaiana）是索羅門群島馬萊塔省東北212公里處的一座環礁。锡卡亚纳环礁總長將近14公里。锡卡亚纳环礁的陸地總面積只有2平方公里。這個環礁附近沒有安全錨地，這使得外來的人們經常無法進入。

## 历史
1893 年，英國建立了英屬索羅門群島，管轄現今之索羅門群島的大部分地區，然而當時並不包括锡卡亚纳环礁，這樣做是為了促進英國在該地區的利益。直到1897年6月21日，英屬索羅門群島才將锡卡亚纳环礁包括在內。